# Türk Államok Szervezete
A Türk Államok Szervezete (korábban: Türk Tanács vagy Türk Nyelvű Államok Együttműködési Tanácsa, azeriül: Türk Şurası; kazakul: Түркі кеңесі, Túrki Keńesi; kirgizül: Түрк кеңеш; törökül: Türk Keneşi; üzbégül: Turkiy Kengash) egyes török nyelvű országokat tömörítő geopolitikai szervezet, melyet 2009. október 3-án alapítottak. Hivatalos tagjai Azerbajdzsán, Kazahsztán, Kirgizisztán, Törökország és Üzbegisztán.
2018. szeptember 3. óta Magyarország megfigyelői státusszal rendelkezik a tanácsban, 2019. szeptember 19-én pedig Budapesten nyitották meg a tanács európai képviseletét. Magyarország indítványozta, hogy a Türk Tanács és a visegrádi országcsoport (V4) tartson legmagasabb szintű vezetői tanácskozást Budapesten 2022 első felében.

## Célok
Nahicseván Megegyezés a következő célokat jelölte ki a szervezetnek:
- A tagok közötti bizalom és barátság erősítése.
- Külpolitikai ügyekben azonos vélemény kialakítása.
- Nemzetközi terrorizmus, szeparatizmus, extrémizmus és határon átnyúló bűncselekmények elleni küzdelem.
- Hatékony regionális és kölcsönös közreműködés.
- Megfelelő környezet kialakítása befektetéshez és kereskedelemhez.
- Széleskörű és kiegyensúlyozott gazdasági növekedés, illetve szociális és kulturális fejlődés.
- Közreműködés tudományos, technológiai, oktatási, sport, egészségügyi, kulturális és turisztikai területeken.
- Tömegmédia és más kommunikációs formák interakciójának ösztönzése.
- Jogi információ megosztása ls magasabb szintű jogi közreműködés

## Fontos szervek
- Államfők Tanácsa
- Külügyminiszterek Tanácsa
- Magas Rangú Tisztviselők Bizottsága
- Idősek Tanácsa
- Titkári Hivatal

## Tagok

### Jelenlegi tagok
| Ország                  | Tagság kezdete          | Népesség (2020) | Terület (km2) | GDP (2020)      | GDP/fő (2020) |
| ----------------------- | ----------------------- | --------------- | ------------- | --------------- | ------------- |
| Azerbajdzsán            | Alapító                 | 10,130,100      | 86,600        | $42.6 milliárd  | $4,214        |
| Kazahsztán              | Alapító                 | 18,962,900      | 2,724,900     | $169.8 milliárd | $9,056        |
| Kirgizisztán            | Alapító                 | 6,586,600       | 199,900       | $7.7 milliárd   | $1,174        |
| Törökország             | Alapító                 | 83,614,362      | 783,562       | $720.1 milliárd | $8,538        |
| Üzbegisztán             | 2019                    | 34,588,900      | 447,400       | $57.7 milliárd  | $1,686        |
| Türk Államok Szervezete | Türk Államok Szervezete | 153,882,862     | 4,242,362     | $997.9 milliárd | $6,485        |

### Megfigyelők
| Ország        | Tagság kezdete | Népesség (2020) | Terület (km2) | GDP (2020)    | GDP/fő (2020) |
| ------------- | -------------- | --------------- | ------------- | ------------- | ------------- |
| Magyarország  | 2018           | 9,707,499       | 93,030        | $161 milliárd | $16,475       |
| Türkmenisztán | 2021           | 5,850,901       | 491,210       | $40 milliárd  | $6,966        |

#### Lehetséges megfigyelők
2020-ban Ukrajna helyettes külügyminisztere azt nyilatkozta, hogy az ország szívesen lenne megfigyelőállam a szervezetben.

#### Korábbi jelentkezők
2021. május 3-án az Afganisztáni Iszlám Köztársaság hivatalosan is jelentkezett megfigyelő státuszért.

## Fontos események
| Dátum                | Helyszín     | Helyszín     | Esemény                                                                                                |
| Dátum                | Ország       | Város        | Esemény                                                                                                |
| -------------------- | ------------ | ------------ | --- |
| 1992. október 30.    | Törökország  | Ankara       | Első Türk Nyelvű Államok Gyűlése                                                                       |
| 1993. július 12.     | Kazahsztán   | Almati       | Az Almati Megegyezés a TÜRKSOY megalapítására.                                                         |
| 1994. október 18.    | Törökország  | Isztambul    | Második Türk Nyelvű Államok Gyűlése                                                                    |
| 1995. augusztus 28.  | Kirgizisztán | Biskek       | Harmadik Türk Nyelvű Államok Gyűlése                                                                   |
| 1996. október 21.    | Üzbegisztán  | Taskent      | Negyedik Türk Nyelvű Államok Gyűlése                                                                   |
| 1998. június 9.      | Kazahsztán   | Asztana      | Ötödik Türk Nyelvű Államok Gyűlése                                                                     |
| 2000. április 8.     | Azerbajdzsán | Baku         | Hatodik Türk Nyelvű Államok Gyűlése                                                                    |
| 2001. április 26.    | Törökország  | Isztambul    | Hetedik Türk Nyelvű Államok Gyűlése                                                                    |
| 2006. november 17.   | Törökország  | Antalya      | Nyolcadik Türk Nyelvű Államok Gyűlése                                                                  |
| 2008. november 21.   | Törökország  | Isztambul    | Az Isztambuli Megegyezés a TURKPA megalapítására.                                                      |
| 2009. október 3.     | Azerbajdzsán | Nahicseván   | Kilencedik Türk Nyelvű Államok Gyűlése, a Nahicseván Megegyezés aláírása a Türk Tanács megalapítására. |
| 2010. szeptember 15. | Törökország  | Isztambul    | Tizedik Türk Nyelvű Államok Gyűlése                                                                    |
| 2011. október 21.    | Kazahsztán   | Almati       | Első Türk Tanács Gyűlése, gazdasági és kereskedelmi együttműködésről                                   |
| 2012. augusztus 23.  | Kirgizisztán | Biskek       | Második Türk Tanács Gyűlése, oktatási, tudományos és kulturális együttműködésről                       |
| 2013. augusztus 16.  | Azerbajdzsán | Qəbələ       | Harmadik Türk Tanács Gyűlése, közlekedési együttműködésről                                             |
| 2014. június 5.      | Törökország  | Bodrum       | Negyedik Türk Tanács Gyűlése, turizmusi együttműködésről                                               |
| 2014. december 24.   | Ukrajna      | Kijev        | Az első Türk Tanács Regionális Diaspóra Központ megnyitása.                                            |
| 2015. szeptember 11. | Kazahsztán   | Asztana      | Ötödik Türk Tanács Gyűlése, médiában és információban együttműködésről                                 |
| 2018. szeptember 2.  | Kirgizisztán | Cholpon Ata  | Hatodik Türk Tanács Gyűlése                                                                            |
| 2019. október 15.    | Azerbajdzsán | Baku         | Hetedik Türk Tanács Gyűlése                                                                            |
| 2020. április 20.    | Telefonhívás | Telefonhívás | Kivételes Videógyűlés                                                                                  |
| 2021. március 31.    | Telefonhívás | Telefonhívás | Informális Videógyűlés                                                                                 |
| 2021. november 12.   | Törökország  | Isztambul    | Nyolcadik Türk Államok Szervezete Gyűlés, a szervezeti jog megszerzése és névváltoztatás.              |
| 2022. november 11.   | Üzbegisztán  | Szamarkand   | Kilencedik Türk Államok Szervezete csúcstalálkozó                                                      |
| 2023. március 16.    | Törökország  | Ankara       | Kivételes gyűlés                                                                                       |
| 2023. november 3.    | Kazahsztán   | Asztana      | Tizedik Türk Államok Szervezete csúcstalálkozó                                                         |
| 2024. július 6.      | Azerbajdzsán | Şuşa         | Informális gyűlés                                                                                      |
| 2024. november 6.    | Kirgizisztán | Biskek       | Tizenegyedik Türk Államok Szervezete csúcstalálkozó                                                    |
| 2025. május 20.      | Magyarország | Budapest     | Informális gyűlés                                                                                      |
| 2025                 | Azerbajdzsán |              | Tizenkettedik Türk Államok Szervezete csúcstalálkozó                                                   |

## Budapesti iroda
2019 decemberében a Tanács magyarországi képviseleti irodájáról szóló törvényt fogadtak el. Ennek értelmében az irodának a vagyona mentesül a közteherviselés és a jogszolgáltatás alól, a személyzete diplomáciai mentességet élvez, költségvetését a magyar állam biztosítja. Irodának a Budakeszi út 36/b szám alatti Ybl-villát használhatja ingyen a Türk Tanács (amit 2016-ban 1,4 milliárd forintért vásárolt a Miniszterelnökség, majd az MMA-nak ajándékozta).

## Kapcsolódó szervezetek

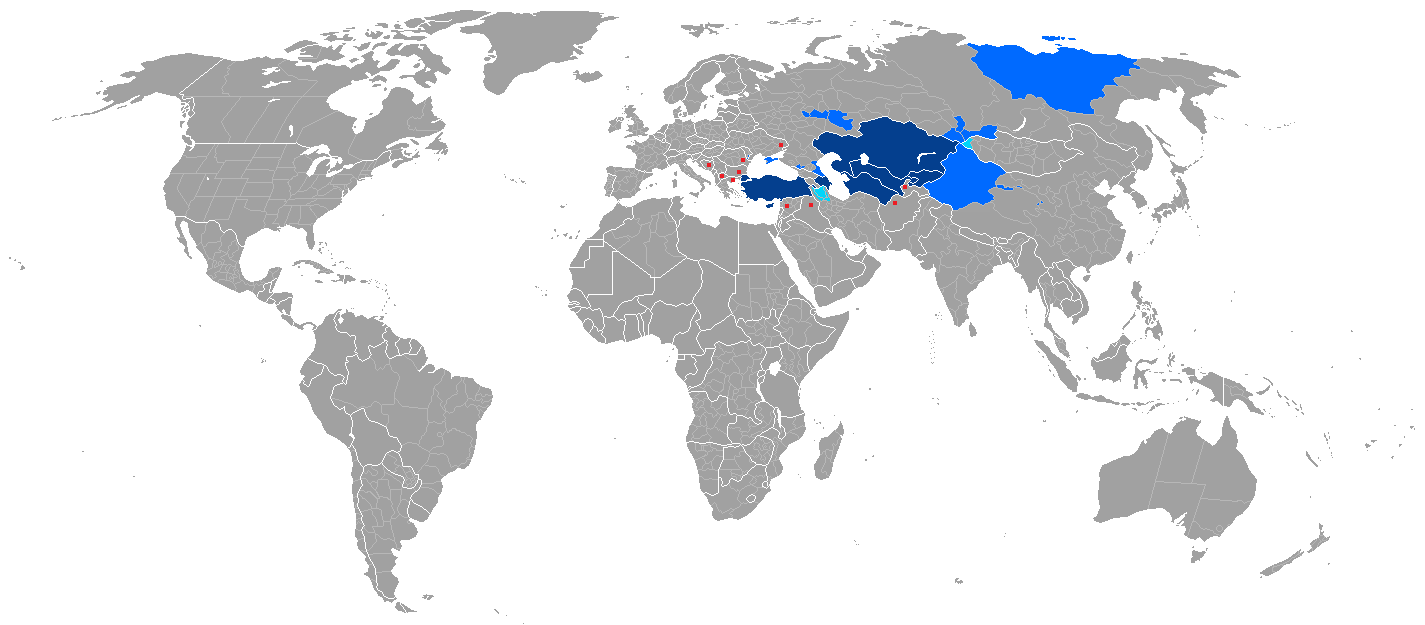
Türk nyelvterületek

- Türk Nyelvű Országok Parlamenti Gyűlése (TÜRKPA, központ: Baku)
- Nemzetközi Türk Kulturális Szervezet (TÜRKSOY, központ: Ankara)
- Nemzetközi Türk Akadémia (központ: Asztana)
- Türk Kulturális Hagyaték Alap
- A Nomád Civilizációk Központja (központ: Biskek)
- Türk Üzleti Tanács (központ: Isztambul)